# Mr. Ove
Mr. Ove (En man som heter Ove) è un film del 2015 diretto da Hannes Holm.
La pellicola è l'adattamento cinematografico del romanzo L’uomo che metteva in ordine il mondo di Fredrik Backman.

## Trama
Ove Lindahl è un vedovo di 60 anni che vive in un quartiere residenziale, dove era il presidente dell'associazione del quartiere, finché non è stato sostituito da Rune, il suo ex amico. Rune è ora paralizzato dopo aver subito un ictus ed è curato da sua moglie, Anita. Ove è un anziano burbero che orchestra rigidamente la vita di quartiere, bacchettando senza riguardo il vicinato: non perdona chi parcheggia l'auto in doppia fila e chi sbaglia la differenziata, condanna il disordine e gli schiamazzi, il calpestio dei tacchi, il latrare dei cani e il vagabondare dei gatti. Ove è depresso dopo aver perso sua moglie, Sonja, un'insegnante, a causa di un cancro sei mesi prima. Dopo aver lavorato nella stessa azienda per 43 anni, viene spinto al pensionamento. I suoi tentativi di impiccarsi vengono ripetutamente interrotti dall'immigrata iraniana Parvaneh, dal marito svedese Patrick e dai loro due figli, che si stanno trasferendo nella casa dall'altra parte della strada.
Durante un altro tentativo di suicidio, Ove ritorna alla sua infanzia. Sua madre morì quando era bambino, lasciandolo solo con il padre, un tranquillo meccanico della compagnia ferroviaria. Suo padre condivideva la sua passione per i motori con Ove. Dopo aver fatto particolarmente bene agli esami, aveva riferito i suoi risultati al padre, che era così felice di diffondere la notizia da essere investito da un treno e ucciso.
Durante un altro tentativo di uccidersi, questa volta per avvelenamento da monossido di carbonio, Ove è seduto nella sua macchina in corsa in un garage, e ricorda di nuovo il passato, quando iniziò a lavorare presso la compagnia ferroviaria. Due uomini del consiglio locale, che Ove chiama "colletti bianchi", arrivano a casa del giovane Ove e dichiarano che dovrebbe essere demolita. Ove invece aggiusta la casa, però, durante la notte la casa dei suoi vicini prende fuoco e Ove salva due persone, ma le scintille del fuoco fanno bruciare la sua stessa casa, e i Colletti bianchi impediscono che l'incendio venga affrontato perché hanno intenzione di demolirla in ogni caso. Non avendo un posto dove andare, Ove dorme in un treno al lavoro; si sveglia e trova una giovane donna, Sonja, seduta di fronte a lui. È innamorato di lei e torna allo stesso treno ogni mattina. Dopo tre settimane, la ritrova e iniziano a frequentarsi. Lo incoraggia a tornare a scuola e lui si laurea in ingegneria.
Il tentativo di suicidio di Ove viene interrotto da Parvaneh che bussa alla porta del garage, chiedendo un passaggio per l'ospedale perché suo marito ha avuto un incidente. Ove si prende cura di Parvaneh e delle due figlie, Sepideh e Nasanin. Più tardi, Ove va alla stazione dei treni, progettando di saltare sotto ad un treno. Tuttavia, quando un uomo sulla piattaforma sviene e cade sui binari, Ove salta giù e lo salva. Parvaneh chiede a Ove di insegnarle a guidare e lui accetta. Accoglie anche il gatto randagio che in precedenza aveva dato fastidio a Ove.
Alla fine Ove racconta a Parvaneh della sua passata amicizia con Rune e di come avessero lavorato insieme per stabilire regole e ordine, con Ove presidente del consiglio dell'associazione di quartiere e Rune il vicepresidente. Si erano allontanati nel corso degli anni, in gran parte a causa della preferenza di Rune per le auto Volvo e di Ove per Saab, fino a quando Rune aveva organizzato un "colpo di mano" e sostituito Ove come presidente. Ove comincia anche a legare con il suo nuovo gatto e ripara una bicicletta che aveva confiscato a un adolescente del quartiere, Adrian, e la restituisce ad Adrian che lavora in un negozio di kebab con un altro giovane, chiamato Mirsad.
Nonostante i suoi rapporti migliorati con i suoi vicini, Ove ha un alterco con due "colletti bianchi" che stanno tentando di portare Rune in una casa di cura. Ove quindi cerca di suicidarsi usando un fucile, ma viene interrotto da Adrian e Mirsad che suonano il campanello. Adrian dice che Mirsad è stato cacciato di casa dopo aver detto di essere gay alla sua famiglia e ha bisogno di un posto dove stare. Ove a malincuore invita Mirsad ad entrare.
Più tardi, Ove racconta a Parvaneh come Sonja, incinta, voleva fare un vacanza prima che arrivasse il bambino. Lei e Ove avevano viaggiato su un autobus per la Spagna, ma durante il viaggio di ritorno l'autobus si era schiantato. Sonja aveva perso il bambino ed era stata costretta su una sedia a rotelle.
Ove alla fine si sente male e viene portato in ospedale, dove indica Parvaneh come suo parente più prossimo. A Parvaneh viene detto che suo "padre" soffre di un cuore ingrossato, ma sopravviverà.
Diversi mesi dopo, Parvaneh si sveglia con una tempesta invernale e guarda fuori dalla finestra per vedere che il viale di Ove non è stato ripulito e Ove non è sveglio alla sua solita ora. Parvaneh e Patrick corrono a casa di Ove per scoprire che è morto nel sonno. Ove, trovata la pace, ha lasciato precise istruzioni per il suo funerale.

## Remake
Nel settembre 2017 Tom Hanks viene annunciato come protagonista e produttore del remake hollywoodiano del film, uscito nelle sale nel 2022.

## Riconoscimenti
- 2017 - Premio Oscar[1]
  - Candidatura per il miglior film straniero
  - Candidatura per il miglior trucco a Eva Von Bahr e Love Larson